# Herb Krasnodaru
Herb Krasnodaru (ros. Герб Краснодара) – jeden z symboli miejskich miasta Krasnodar.

## Historia
Pierwszy, oficjalny herb Krasnodaru (wtedy Jekaterynodaru) autorstwa esauła Iwana Denisewicza Czernika został zatwierdzony przez Mikołaja I 3 września 1849 roku.
Wcześniej, w 1843 roku, powstał projekt herbu, jednakże nie został on zaakceptowany. Kolejna próba zmiany herbu miała miejsce w 1868 roku, również nieudana. W maju 1966 roku Komitet Wykonawczy Miasta Krasnodar ogłosił konkurs na nowy herb, odpowiadający bardziej socjalistycznym standardom. Nadesłano ok. 300 szkiców. Zwycięzcą został artysta Krasnodarskiego Kombinatu Artystycznego - I.A Basanski. W 1979 herb został zaktualizowany. Po rozpadzie ZSRR przywrócono stary herb, ale bez obramowania i korony. W 1999 roku ponownie zatwierdzono herb, już z zdobieniami oraz koroną. Współczesny herb został zatwierdzony 7 lipca 2005 roku decyzją Dumy Miejskiej Krasnodaru - przywrócono, z drobnymi zmianami, pierwotny herb z 1849 roku.

## Symbolika herbu
Mury widoczne w pierwszej i czwartej części herbu symbolizują twierdzę Jekaterynodar, zaś otwarta brama jest symbolem życzliwości i otwartości miasta. Buława atamańska symbolizuje stolicę regionu czarnomorskiego, siedzibę atamana czarnomorskiej armii kozackiej. Cztery przecinające się sztandary z monogramami carycy Katarzyny II, carów Pawła I, Aleksandra I i Mikołaja I, symbolizują zasługi armii czarnomorskiej. Złoty monogram carycy Katarzyny II mówi, że miasto zostało nazwane na jej cześć. 59 złotych gwiazdek symbolizuje liczbę wiosek kozackich w 1849 roku.

## Opis herbu
Opis oficjalny z 2005 roku:

В четверочастном щите червленый (красный) сердцевой щиток, тонко окаймленный золотом, и в нем коронованный вензель Екатерины II того же металла.
В первой и четвертой частях в золотом поле червленая крепостная стена со сквозной аркой ворот и двумя выходящими по сторонам башнями, на которые опирается лапами черный двуглавый орел, коронованный тремя золотыми Императорскими коронами, на груди которого в червленом щите обращенный влево всадник в серебряных доспехах на коне того же металла, поражающий копьем обращенного и обернувшегося черного крылатого змия.
Во второй и третьей частях в серебряном поле золотая атаманская булава поверх сложенных накрест серебряных бунчуков на золотых древках с наконечниками в виде копейного острия, выходящего из полумесяца, и поверх всего два также сложенных накрест лазоревых (синих, голубых) знамени с золотыми коронованными вензелями императрицы Екатерины II и императора Павла I (вторая часть) и императоров Александра I и Николая I (третья часть).
Зеленая кайма обрамлена 59 золотыми шестиконечными звездами. Щит увенчан золотой башенной короной с пятью видимыми зубцами, окруженной по обручу золотым лавровым венком.
Щитодержатели — два черноморских казака, стоящие на зеленой земле. Правый одет в форму лейб-гвардии Черноморского эскадрона времен императора Александра I, левый – в форму лейб-гвардии Черноморского казачьего дивизиона времен императора Николая I. Каждый свободною рукою держит пику, поставленную на землю
- Решение городской Думы Краснодара от 07.07.2005г. № 70 п.7 "О Гербе муниципального образования город Краснодар"

Tłumaczenie:

W czteroczęściowej tarczy szkarłatna (czerwona) tarcza sercowa, cienko obramowana złotem, a w niej ukoronowany monogram Katarzyny II z tego samego metalu.
W pierwszej i czwartej części, na złotym polu, szkarłatny mur forteczny z łukiem przelotowym bramy i dwiema wieżami wyłaniającymi się po bokach, na których opiera się łapami czarny dwugłowy orzeł, uwieńczony trzema imperatorskimi koronami, na piersi którego, w szkarłatnej tarczy, znajduje się odwrócony w lewo jeździec w srebrnej zbroi na koniu z tego samego metalu, przebijający włócznią wywróconego i obracającego się czarnego skrzydlatego węża.
W drugiej i trzeciej części, na srebrnym polu, złota atamańska buława, ponad którą złożone na krzyż srebrne buńczuki na złotych tyczkach, z końcówkami w postaci grotu włóczni wyłaniającego się z półksiężyca, i ponad wszystko dwa, także złożone na krzyż, lazurowe (granatowe, jasnoniebieskie) sztandary ze złotymi ukoronowanymi monogramami imperatorowej Katarzyny II i imperatora Pawła I (druga cześć) i imperatorów Aleksandra I i Mikołaja I (trzecia cześć).
Zielona ramka oprawiona jest 59 złotymi sześcioramiennymi gwiazdami. Tarcza zwieńczona jest złotą, wieżową koroną z pięcioma widocznymi zębami, otoczoną po obręczy złotym wieńcem laurowym.
Posiadacze tarczy (pol. Trzymacze) – dwaj czarnomorscy Kozacy, stojący na zielonej ziemi. Prawy ubrany jest w mundur lejb – gwardyjskiej eskadry czarnomorskiej za czasów imperatora Aleksandra I, lewy – w mundurze lejb – gwardyjskiego kozackiego dywizjonu czarnomorskiego za czasów imperatora Mikołaja I. Każdy z nich, w wolnej ręce trzyma pikę, postawioną na ziemi.
- Decyzja Dumy miejskiej Krasnodaru z dnia 07.07. 2005 r. nr. 70 s.7 „O herbie formacji miejskiej miasta Krasnodar”

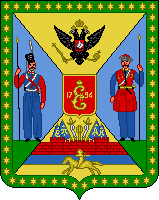
Niezatwierdzony projekt herbu z 1843 roku.
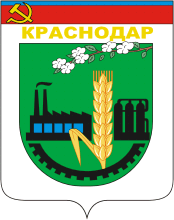
Herb z 1967 roku.
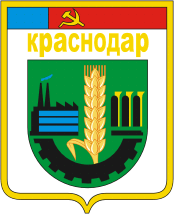
Odnowiony herb z 1979 roku.
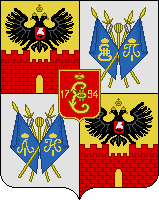
Herb z 1996 roku.
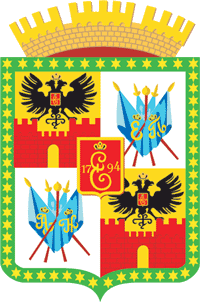
Herb z 1999 roku.
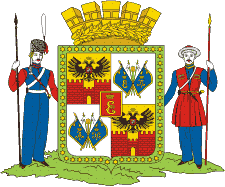
Herb obowiązujący od 2005 roku.